# Diumenge de Sang
Diumenge de sang (alemany Bozner Blutsonntag, italià Domenica di sangue) és el nom que rep un enfrontament entre sudtirolesos i squadristi feixistes a Bozen per la fira de primavera de 1921. El 24 d'abril de 1921, durant una desfilada de centenars de persones a Bozen celebrant la fira de primavera, una esquadra feixista dirigida per Achille Starace els va assaltar amb armes de foc i granades de mà. 45 persones foren ferides greus. Franz Innerhofer, un mestre de Marling, va morir de les ferides, mentre intentava protegir un dels seus alumnes. L'exèrcit va intervenir tard i es va limitar a escortar els feixistes a l'estació de tren. Tanmateix, tant Luigi Credaro, comissari general civil de la Venècia Tridentina, com Giovanni Giolitti, cap del consell de ministres, foren incapaços d'identificar els responsables.